# SV Zams
Der SV Zams ist ein österreichischer Sportverein aus der Gemeinde Zams im Bezirk Landeck in Tirol und wurde 1928 gegründet. Die Schwerpunkte liegen auf Wintersport, Fußball, Tennis, Volleyball, Klettern und Stocksport.

## Geschichte
Gründung
Die Wurzeln des SV Zams liegen im Wintersportverein Zams, kurz WSV Zams, und im Fußballclub Zams, kurz FC Zams. Der Wintersportverband wurde schon am 22. Jänner 1928 im Gasthaus Zum Hirschen gegründet. Anwesend waren Metzgermeister Sepp Zangerl, der zum Obmann gewählt wurde, und Guido Decristoforo zu dessen Stellvertreter. Nikolaus Deisenberger übernahm die Rolle als Kassier, Lehrer Kundmann und Josef Haueis waren die Schriftführer. Der Fahrwart war Eberhard Reheis, den Rodelsport leitete Thomas Hudecek und den Eissport Gotthard Schnegg.
NS-Zeit
Nach dem Anschluss wurde eine außerordentliche Hauptversammlung von Obmann Pichler im Gasthaus Zum Hirschen abgehalten, die Satzungen des NS Reichsbundes für Leibesübungen übernommen und Eberhard Reheis als Vereinsführer nach Rücksprache mit der NSDAP einstimmig angenommen.
Nachkriegszeit
Nach dem Zweiten Weltkrieg, im Mai 1945, wurden die Satzungen vor der NS-Zeit wieder übernommen und die Vereine nahm seinen Betrieb auf, der Wintersportverein Zams unter der Führung von interimsmäßigen Obmann Hermann Pichler, und der FC Zams. Mit der Versammlung am 19. Jänner 1946 wählte die Vereinsführung Sepp Zangerl zum dritten Mal zum Obmann. Diese Zeit war einer der schwierigsten Zeiten, die der Verein erleben musste und so beschloss die Vereinsführung beide Vereine, den Wintersportverein Zams und den Fußballclub Zams, am 17. November 1946 aufzulösen und einen gemeinsamen Verein, den SV Zams zu gründen.
Es entstanden neben dem Wintersport und Fußball andere Sportsektionen: Schach (1956), Rodeln (1970), Tennis (1972), Volleyball (2001), Klettern (2014) und Stocksport.

## Sektion Fußball
Die Fußballabteilung des SV Zams wurde 1934 gegründet. Der größte Erfolg der Fußballabteilung war 1954/55 die Teilnahme an der Landesliga Tirol, einer Liga der damaligen dritten österreichischen Spielklasse. Die Kampfmannschaft spielt in der Landesliga West.

### Geschichte
Vorgeschichte
Den Fußballklub Zams gründeten der erste Obmann Hans Graber, Stellvertreter Eberhard Reheis, Kassier Franz Hechenberger, Zeugwart Eugen Schultus sowie Hans Wagner und Georg Hämmerle im Gasthaus Schwarzer Adler. Die Vereinsfarben wurden mit Grün und Weiß festgelegt.
Nachkriegszeit
Zams spielte in der Saison 1949/50 in der 2. Klasse Oberland und belegte hinter dem SV Ötztal den 2. Platz.
ab 1990
In der Saison 1990/91 befanden sich die Zamser Fußballer in der Gebietsliga West und spielte dort bis 1994, in dem Jahr, in dem der Aufstieg in die Landesliga West gelang. 1999 stieg der SV Zams in die Tiroler Liga auf und stieg 2001 in die Landesliga ab. 2017 wurden die Zammer Meister der Landesliga West und qualifizieren sich für die Tiroler Liga.
2022 stieg der SVZ wieder in die LLW ab.

### Titel und Erfolge
- 2 × Meister Landesliga West: 1998/99, 2016/17
- 1 × Drittligateilnahme (Landesliga Tirol): 1954/55
- 1 × Herbstmeister und Rang 4 (Tiroler Liga): 1999/00
- 1 × Meister Gebietsliga West: 1993/94